# Nitrito di sodio
Il nitrito di sodio è un composto inorganico costituito dal sale di sodio dell'acido nitroso.
A temperatura ambiente si presenta come un solido cristallino inodore di colore bianco leggermente giallastro. È molto solubile in acqua e igroscopico.
È un precursore utile per una varietà di composti organici, come quelli farmaceutici, coloranti e pesticidi, ma è probabilmente più conosciuto come additivo alimentare per prevenire il botulismo.
È un composto tossico, pericoloso per l'ambiente.

## Produzione
Il sale è preparato trattando idrossido di sodio con miscele di diossido di azoto e monossido di azoto:
{\displaystyle {\ce {2 NaOH + NO2 + NO -> 2 NaNO2 + H2O}}}
La conversione è sensibile alla presenza di ossigeno, che può portare a diverse quantità di nitrato di sodio.
In passato, il nitrito di sodio è stato preparato mediante riduzione di nitrato di sodio con diversi metalli.
Un tempo si preparava per riduzione del nitrato corrispondente mediante sua calcinazione con piombo. Si prepara per reazione dei vapori nitrosi con carbonato sodico in soluzione.

## Utilizzo
In ambito chimico viene principalmente impiegato quale agente riducente e composto utile per la sintesi di coloranti tramite diazotazione.

### Chimica industriale
L'uso principale di nitrito di sodio è per la produzione industriale di composti organonitrogeni. È un reagente per la conversione di ammine in diazocomposti, che sono precursori chiave per molti coloranti, come i coloranti diazo. I composti nitrosi sono prodotti da nitriti: questi sono utilizzati nell'industria della gomma.
Altre applicazioni includono l'uso in fotografia. Esso può essere utilizzato anche come un elettrolita nei processi produttivi di macinazione elettrochimica, tipicamente diluita a circa il 10% di concentrazione in acqua. Viene utilizzato in una varietà di applicazioni metallurgiche, per fosfatazione e destagnatura.
Il nitrito di sodio è un efficace inibitore della corrosione ed è utilizzato come additivo nei grassi industriali, in soluzione acquosa nei sistemi di raffreddamento a circuito chiuso e in uno stato fuso come mezzo di trasferimento di calore.

### Medicina
Il nitrito di sodio può essere utilizzato come parte di una miscela endovenosa con tiosolfato di sodio per il trattamento dell'avvelenamento da cianuro.
L'Organizzazione mondiale della sanità lo ha inserito nella lista dei farmaci essenziali e necessari in un semplice sistema sanitario.
Esiste una ricerca volta ad indagare la sua applicabilità in trattamenti per gli attacchi di cuore, aneurismi cerebrali, ipertensione polmonare nei neonati ed infezioni da Pseudomonas aeruginosa.

### Industria alimentare

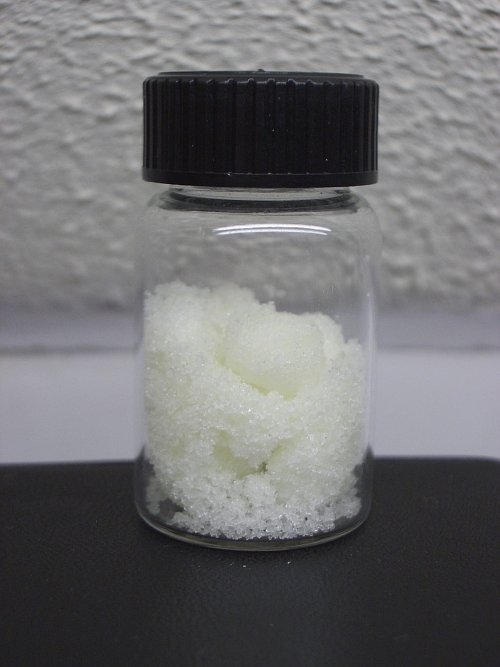
Cristalli di nitrito di sodio

Viene inoltre adoperato anche come conservante alimentare (E250) nei prodotti a base di carne (per es. carne in scatola, prosciutto cotto, prosciutto crudo, pancetta coppata, insaccati ecc.), al fine di inibire la crescita di microrganismi che causano malattie, dare maggior gusto e colore alla carne e inibire l'ossidazione dei lipidi che porta all'irrancidimento. L'uso del nitrito di sodio ha portato alla produzione di carne con una maggiore sicurezza alimentare, con periodo di conservazione maggiormente esteso con apprezzabile miglioramento del colore e del gusto.
Nell'Unione europea il nitrito di sodio può essere utilizzato solo in miscela con sale, in una concentrazione massima dello 0,0625%. Il nitrito di potassio (E249) è usato nello stesso modo.

#### Inibizione della crescita microbica
Il nitrito di sodio è ben noto per il suo ruolo nell'inibire la crescita delle spore di Clostridium botulinum nelle carni refrigerate. Il meccanismo di questa attività deriva dall'inibizione dei centri di ferro-zolfo essenziali per il metabolismo energetico del Clostridium botulinum. Tuttavia, il nitrito di sodio ha avuto diversi gradi di efficacia per il controllo della crescita di altri microrganismi che causano deterioramento o malattie. Anche se i meccanismi inibitori di nitrito di sodio non sono ben noti, la sua efficacia dipende da diversi fattori, tra cui il livello di nitrito residuo, pH, la concentrazione di sale, i riducenti presenti e il ferro contenuto. Inoltre, il tipo di batterio colpisce efficacemente anche i nitriti di sodio. È generalmente riconosciuto che il nitrito di sodio non è considerato efficace per il controllo di patogeni enterici gram-negativi, quali Salmonella ed Escherichia coli.

#### Gusto e colore
L'aspetto e il gusto della carne è un componente importante nella scelta del consumatore: il nitrito di sodio è responsabile del colore rosso (o rosa ombreggiato) della carne. In genere è necessaria una quantità molto piccola di nitrito di sodio per indurre questo cambiamento. È stato riportato che un minimo da 2 a 14 parti per milione (ppm) è sufficiente per indurre questo cambiamento di colore. Tuttavia, per prolungare la durata di tale cambiamento, sono necessari livelli significativamente più elevati della sostanza. Il meccanismo responsabile di questo cambiamento di colore è la formazione di agenti nitrosilati di nitrito, che hanno la capacità di trasferire ossido nitrico, che reagendo con la mioglobina presente nella carne, ne migliora il colore. Il gusto univoco associato ai salumi è influenzato anche dall'aggiunta di nitrito di sodio, tuttavia il meccanismo alla base di questo cambiamento di gusto non è ancora pienamente compreso.

#### Inibizione dell'ossidazione lipidica
Il nitrito di sodio è anche in grado di ritardare efficacemente lo sviluppo dell'irrancidimento ossidativo. L'ossidazione lipidica è considerata uno dei motivi principali per il deterioramento della qualità dei prodotti a base di carne (rancidità e sapori poco appetibili). Il nitrito di sodio agisce come un antiossidante in un meccanismo simile a quello responsabile per la colorazione. Il nitrito reagisce con le proteine eme e gli ioni metallici, neutralizzando i radicali liberi dall'ossido nitrico (uno dei suoi sottoprodotti). La neutralizzazione di questi radicali liberi termina il ciclo di ossidazione lipidica che porta all'irrancidimento.

## Tossicità
Pur impedendo la crescita di batteri, questa sostanza chimica può essere tossica per animali ed esseri umani se concentrata in quantità elevate. 
Per evitare la tossicità, il nitrito di sodio (mescolato con sale) venduto come additivo alimentare si tinge di colore rosa brillante per evitare di scambiarlo per sale normale o zucchero.
I nitriti non sono naturalmente presenti nelle verdure in quantità significative, tuttavia possono rinvenirsi residui anche nelle verdure disponibili in commercio. L'ebollizione abbassa la concentrazione di nitrato nelle verdure, ma non i nitriti.
La carne fresca in commercio può contenere 0,4-0,5 mg/kg di nitriti e 4–7 mg/kg di nitrato (10–30 mg/kg di nitrato nei salumi). La presenza di nitrito nei tessuti animali è una conseguenza del metabolismo dell'ossido di azoto, un importante neurotrasmettitore. L'ossido di azoto può essere creata ex novo dalla NO sintasi utilizzando arginina o ingerendo nitrati o nitriti.

### Meccanismo di azione
Quando le ammine (che si trovano naturalmente negli alimenti) reagiscono con il nitrito di sodio (che si trova nei salumi) si formano N-nitrosammine cancerogene:
R2NH (ammine) + NaNO2 (nitrito di sodio) → R2N-N=O (nitrosammine)
In presenza di acido (come nello stomaco) o di calore (ad esempio tramite cottura), le nitrosammine vengono convertite in ioni di diazonio
R2N-N=O (nitrosamine) + (acido o calore) → R-N2+ (ione diazonio)
Alcuni nitrosammine come la N-nitrosodimetilammina e la N-nitrosopyrrolidina formano carbocationi che reagiscono con nucleofili biologici (come il DNA o un enzima) nella cellula.
R-N2+ (ione diazonio) → R+ (carbocatione) + N2 (leaving group) + :Nu (nucleofili biologici) → R-Nu
Se questa reazione di sostituzione nucleofila avviene in un sito cruciale di una biomolecola, può alterare le funzioni cellulari normali, provocando tumori o morte cellulare.